# ورابوو
ورابوو (به لاتین: Vrabevo) یک منطقهٔ مسکونی در بلغارستان است که در شهرستان ترویان واقع شده‌است.